# Austin Challenger 2000
L'Austin Challenger 2000 è stato un torneo di tennis facente parte della categoria ATP Challenger Series nell'ambito dell'ATP Challenger Series 2000. Il torneo si è giocato a Austin negli Stati Uniti dal 2 al 9 ottobre 2000 su campi in cemento.

## Vincitori

### Singolare
Andy Roddick ha battuto in finale  Michael Russell con il punteggio di 6–4, 6–4

### Doppio
Tom Crichton /  Ashley Fisher hanno battuto in finale  Raemon Sluiter /  Dennis van Scheppingen con il punteggio di 6–1, 6(6)–7, 6–0